# Rybárna
Rybárna (deutsch Fischerhütten) ist eine Wüstung in der Gemeinde Modrava, Tschechien. Sie liegt drei  Kilometer nordwestlich von Modrava.

## Geographie
Die Streusiedlung Rybárna erstreckte sich unterhalb der Einmündung des Baches Javořní potok (Ahornbach) am linken Ufer des Roklanský potok (Großmüllerbach) im Böhmerwald. Nördlich erheben sich der Oblík (Steiningberg, 1225 m) und der Kostelní vrch (Kruheberg, 1014 m), im Nordosten die Adamova hora (Adamsberg, 1077 m), südöstlich die Modravská hora (Plohausen, 1156 m), im Süden der Rechenberg (1052 m), südwestlich der Smrkový vrch (Schönfichten, 1112 m) sowie nordwestlich der Fallbaum (1139 m). Die Siedlung war von Moorgebieten umgeben; im Nordosten lag das Dreiseenfilz (Tříjezerní slať), östlich das Hochuferfilz, im Südosten das Haklfilz, südlich das Fischerhüttenfilz (Rybárenská slať), im Südwesten das Fischerfilz und westlich das Scharfilz (Šárecká slať)
Nachbarorte waren Nová Studnice, Zelenohorská Huť, Zelená Hora, Pfälzerhof und Kaltenbrunn im Norden, Schätzova Mýť, Adamsberg und Vchynice im Nordosten, Sägfeiler, Tetov und Brennten im Osten, Maderhäuser und Mader im Südosten, Rechenberghütten und Rachelhütte im Süden sowie Javoří Pila im Nordwesten.

## Geschichte
Zum Ende des 18. Jahrhunderts entstand am Großmüllerbach eine Glashütte, die jedoch wenig erfolgreich produzierte. Nach der Einstellung des Betriebs der Fischerhütte ließ der Besitzer der Herrschaft Stubenbach, Joseph II. von Schwarzenberg, am Weg von Mader nach Stubenbach eine kleine Siedlung anlegen, deren Bewohner von der Holzfällerei lebten.
Im Jahre 1838 bestand Fischerhütten aus vier Häusern. Drei der Häuser befanden sich linksseitig des Baches, das vierte am rechten Ufer am Rande des Fischerhüttenfilzes; zu ihm führte der Schwarze Steg (Černá lávka) über den Großmüllerbach. Pfarrort war Rehberg. Bis zur Mitte des 19. Jahrhunderts blieb Fischerhütten nach Stubenbach untertänig. 
Nach der Aufhebung der Patrimonialherrschaften bildete Fischerhütten /Rybárna ab 1850 eine Ansiedlung der Gemeinde Stadler bzw. Stadlern I. Anteil im  Gerichtsbezirk Bergreichenstein. Ab 1868 gehörte Fischerhütten zum Bezirk Schüttenhofen. 1934 erhielt die Gemeinde Stadler Anteil I. / Stodůleckých Podílů I. den neuen Namen Rehberg / Srní. Nach dem Münchner Abkommen wurde Fischerhütten dem Deutschen Reich zugeschlagen. Von 1939 bis 1945 gehörte die Ansiedlung zum bayerischen Landkreis Bergreichenstein. 
Nach dem Zweiten Weltkrieg wurde die Ansiedlung Rybárna im Zuge der Vertreibung der Deutschen aus der Tschechoslowakei aufgegeben und der Name Rybárna auf das einen reichlichen Kilometer östlich am Abzweig der Straße zum Dreiseenfilz am Hochufer gelegene Hegerhaus Sägfeiler (Vchynice-Tetov Nr. 52) übertragen. Das Hegerhaus Rybárna wurde in den 1950er Jahren nach Errichtung des Truppenübungsplatzes Dobrá Voda abgerissen. Heute trägt ein 300 Meter südwestlich des ehemaligen Hegerhauses errichtetes einschichtiges Erholungsobjekt (Vchynice-Tetov II Nr. 109) den Namen Rybárna.
Von der alten Siedlung Rybárna sind heute nur noch Reste von Grundmauern zu finden.

## Ortsgliederung
Die Wüstung Rybárna ist Teil des Katastralbezirkes Javoří Pila.